# Zbjeg
 Ovo je glavno značenje pojma Zbjeg. Za druga značenja pogledajte Zbjeg (razdvojba).
Zbjeg je privremeno kolektivno sklonište, obično u šumama, pećinama, planinama i sl. u koje se narod sklanja pred nedaćama. Sastoji se od izbjeglica i prognanika koji su s najnužnijom pokretnom imovinom napustili svoje domove i privremeno se nastanili na nekom području u očekivanju povrata u prijašnje stanje. Ponekad je zbjeg metonim za osobe koje su se zbježale.
Uzrok zbjega mogu biti različite opasnosti, kao što su ratovi, oružani sukobi, okupacija, teror ili najava odmazde.
U povijesti Hrvatske nebrojeno mnogo puta je narod bježao u zbjegove. Zemlja je često bila pod tuđom vlašću te u ratnim sukobima. O zbjegovima svjedoče i brojni toponimi - na primjer, u Hrvatskoj ima 6 mjesta s imenom Zbjeg.
U novijoj povijesti jedan od najvećih zbjegova nalazio se u Drugom svjetskom ratu u El Shattu na Sinaju. U njemu se od 1944. do 1946. godine nalazilo oko 30.000 izbjeglica iz Dalmacije, Zagore i s otoka, koji su se nakon rata vratili u domovinu.
Zbjegovi su poznati i u drugim državama, praktički svugjde gdje se vode ratovi, sve do današnjih dana.